# Hardcore cristão
Hardcore cristão (ou christcore) se refere a bandas de hardcore punk que promovem as crenças cristãs. As bandas hardcore cristãs muitas vezes declaram abertamente suas crenças e empregam imagens cristãs em suas letras e podem ser consideradas uma parte da indústria da música cristã.
Os fãs da música hardcore cristã não são exclusivamente crentes na religião cristã. Graças a alguns inovadores no movimento hardcore como Extol, Zao, Living Sacrifice e o movimento hardcore em geral, o público se tornou menos exclusivo. Embora o público da música cristã tenha mudado ao longo dos anos, mensagens subjacentes relacionadas a esperança e verdade continua a ser um pilar nas letras do Hardcore cristão.

## Gravadoras
- Blood and Ink Records
- Facedown Records
- Flicker Records
- Pluto Records
- Rescue Records
- Solid State Records
- Takehold Records
- Tooth & Nail Records
- Rise Records
- Viva Entretenimento

## Genêros relacionados
- Rock cristão
- Punk cristão
- Metal cristão
- Rock alternativo cristão